# Matang Ceubrek (Tanah Luas)
Matang Ceubrek is een bestuurslaag in het regentschap Aceh Utara van de provincie Atjeh, Indonesië. Matang Ceubrek telt 242 inwoners (volkstelling 2010).